# Trương Minh Quốc Thái
Trương Minh Quốc Thái (sinh ngày 3 tháng 9 năm 1974) là một nam diễn viên người Việt Nam. Anh là một trong những gương mặt gạo cội trong làng phim Việt Nam, đặc biệt là ở khu vực phía Nam. Anh là gương mặt quen thuộc đối với khán giả phim truyền hình qua các bộ phim Người đàn bà yếu đuối, Hương phù sa.

## Tiểu sử
Trương Minh Quốc Thái sinh ra trong gia đình có 7 anh chị em, anh là con út.
Tuy từng có quyết định dự thi vào Trường Đại học Sư phạm Kỹ thuật Thành phố Hồ Chí Minh nhưng thay vào đó, anh lại muốn trở thành diễn viên, anh ghi danh học lớp diễn xuất do Hội điện ảnh Thành phố Hồ Chí Minh tổ chức.

## Sự nghiệp
Sự nghiệp của Quốc Thái có điểm đột phá khi anh thủ vai Phát trong phim Người Đàn Bà Yếu Đuối, phát hành năm 2002. Sau đó, anh tiếp tục gây ấn tượng trong Hương Phù Sa và hàng loạt vai diễn trong các phim truyền hình khác như: Hoa Thiên Điểu, Dưới Cờ Đại Nghĩa, Mãi Mãi Là Bao Lâu, Sương Khói Đồng Hoang, Nghiêng Nghiêng Dòng Nước...
Năm 2005, anh còn là MC cho chương trình Tạp Chí Văn Nghệ trên đài HTV7.
Anh được trao tặng danh hiệu Nghệ sĩ ưu tú vào năm 2016.

## Danh sách phim

### Phim truyền hình
| Năm  | Tựa phim                                     | Vai diễn           | Đóng với                            | Kênh       |
| ---- | -------------------------------------------- | ------------------ | ----------------------------------- | ---------- |
| 1998 | Sóng gió đời người                           |                    |                                     | VTV3       |
| 1998 | Đồng tiền xương máu                          | Hoà                | Trương Ngọc Ánh, Thanh Ngọc         | HTV7       |
| 1999 | Viên ngọc côn sơn                            |                    |                                     | VTV1       |
| 2002 | Người đàn bà yếu đuối                        | Phát               | Kim Ngân                            | HTV7       |
| 2005 | Công ty thời trang                           | Hiển               | Trương Ngọc Ánh                     | HTV9       |
| 2005 | Hương phù sa                                 | Việt               | Tăng Thanh Hà & Kim Hiền            | HTV9       |
| 2005 | Dưới cờ đại nghĩa                            | Bảy Viễn           |                                     | HTV7       |
| 2007 | Đường về nhà                                 | Lê Loan            | Kim Tuyến                           | HTV7       |
| 2007 | Mảnh vở                                      |                    |                                     | HTV9       |
| 2008 | Thám tử tư                                   | Hải                | Dương Yến Ngọc                      | HTV9       |
| 2008 | Cầu trường không yên tĩnh                    | Trần Lượng         |                                     | HTV9       |
| 2008 | Hoa thiên điểu                               | Đinh Hùng          | Anh Thư                             | HTV9       |
| 2009 | Tình án                                      | Chí Cao            |                                     | HTV9       |
| 2009 | Câu chuyện pháp đình                         | Trần Trọng Nhân    |                                     | HTV9       |
| 2010 | Cocktail Cho Tình Yêu                        | Đức Lập            | Dương Cẩm Lynh, Bảo Trân            | HTV7       |
| 2010 | Khóc thầm                                    | Vĩnh Thái          | Kim Loan                            | HTV9       |
| 2011 | Tình Yêu Trong Sáng                          | Thiên Ân           | Ngụy Thanh Lan, Vân Trang           | HTV7       |
| 2011 | Công nghệ thời trang                         | Lê Văn             | Cao Minh Đạt, Nguyễn Phương Điền    | HTV9       |
| 2012 | Cỏ biếc                                      | Hai Quốc           |                                     | HTV9       |
| 2012 | Đất mặn                                      | Tư Dương           |                                     | HTV9       |
| 2013 | Thạch Lan                                    | Thế Trung          | Huyền Trâm                          | Let’s Viet |
| 2013 | Oan Nghiệt                                   | Đức                | Dương Cẩm Lynh                      | HTV7       |
| 2013 | Hoa Hồng Không Dành Cho Em                   | Khải An            | Lan Phương                          | VTV9       |
| 2014 | Lớp Học Tình Yêu                             | Hưng               | Diễm Châu                           | SCTV14     |
| 2014 | Bóng Giang Hồ                                | Cảnh Tinh          | Tú Vi                               | THVL1      |
| 2014 | Tìm Cha                                      | Đình               |                                     | HTV9       |
| 2014 | Trả Giá                                      | Ông Bách           |                                     | Let’s Viet |
| 2015 | Tiếng Cú Đêm                                 | Thảo               | Yaya Trương Nhi                     | THVL1      |
| 2015 | Tần nương thất                               | Đảnh               | Lyna Trang, Diễm Châu               | SCTV14     |
| 2015 | Sương Khói Đồng Hoang                        | Ông Hùng           | Sam, Baggio, Huy Khánh              | Let’s Viet |
| 2016 | Dã Tâm Thiên Thần                            | Ông Phi            | Tuyết Thu                           | HTV9       |
| 2016 | Mãi Mãi Là Bao Lâu                           | Đăng               | Mai Thu Huyền                       | SCTV14     |
| 2016 | Máu Chảy Về Tim                              | Ông Bình           | Cát Tường                           | THVL1      |
| 2017 | Hồ sơ lửa phần 3: Tử Thi Lên Tiếng           | Ông Dương          | Hứa Vĩ Văn, Nhung Kate              | SCTV14     |
| 2017 | Vực Thẳm Vô Hình                             | Cương              | Trang Nhung                         | VTV3       |
| 2018 | Những Khúc Sông Dậy Sóng                     | Long               | Kim Tuyến, Đức Sơn, Phương Dung     | ATV        |
| 2018 | Nghiêng Nghiêng Dòng Nước                    | Măng               | Lê Phương                           | Let’s Viet |
| 2019 | Sóng Ngầm                                    | Lưu Minh Quân      |                                     | HTV9       |
| 2019 | Vòng Tròn Tội Ác                             | Ông Vũ             | Ái Châu, Phúc An                    | SCTV14     |
| 2020 | Công Ty Osin Quốc Dân                        | Ông Quân           |                                     | HTV7       |
| 2020 | Vua bánh mì                                  | Ông Văn Tài        |                                     | THVL1      |
| 2020 | Lửa ấm                                       | Minh               | Thúy Hằng, Thu Quỳnh                | VTV1       |
| 2020 | Xin chào hạnh phúc: Đứa trẻ bị bỏ quên       | Phát               |                                     | VTV3       |
| 2021 | Xin chào hạnh phúc: Vật chứng tình yêu       | Minh Hải           |                                     | VTV3       |
| 2021 | Xin chào hạnh phúc: Anh là hậu phương của em | Tuấn Tú            |                                     | VTV3       |
| 2021 | Những Phận Đời Trớ Trêu                      | Ông Sang           | Văn Phượng, Thân Thúy Hà, Thúy Diễm | VTVCab 10  |
| 2021 | Ân Oán Tình Thù                              | Hùng               |                                     | VTVCab 10  |
| 2021 | Kẻ Tàng Hình                                 | Đức Thư Sinh       |                                     | SCTV14     |
| 2022 | Vợ quan                                      | Thiếu Phong        |                                     | SCTV14     |
| 2022 | Duyên kiếp                                   | Ông Hai Thiện      |                                     | THVL1      |
| 2022 | Rồi 30 năm sau                               | Hai Thức / Ông Lâm |                                     | THVL1      |
| 2023 | Chị em khác mẹ                               | Ông Phước          |                                     | VTV9       |
| 2023 | Bí mật của luật sư                           | Bảo Tường          |                                     | SCTV14     |
| 2024 | Hạnh phúc bị đánh cắp                        | Quốc Tài           | NSND Lan Hương, Ngọc Lan            | VieON      |
| 2024 | Màu của tình yêu                             | Lâm Hùng Phan      | Tú Vi                               | THVL1      |
| 2025 | Mẹ biển                                      | Đại                | Kim Tuyến                           | VTV1       |

### Phim điện ảnh
| Năm  | Tựa phim                     | Đóng với                             |
| ---- | ---------------------------- | ------------------------------------ |
| 2011 | Tâm Hồn Mẹ                   | Hồng Ánh                             |
| 2013 | Những Người Viết Huyền Thoại | Hoàng Hải, Tăng Bảo Quyên, Bảo Thanh |
| 2015 | Người Trở Về                 | Lã Thanh Huyền, Phạm Tiến Lộc        |
| 2017 | Sinh Mệnh Thiên Thần         |                                      |
| 2018 | Thạch Thảo                   |                                      |
| 2020 | Cuốc Xe Nửa Đêm              | Quách Ngọc Tuyên, Hoàng Yến Chibi    |
| 2020 | Chị Mười Ba: Ba ngày sinh tử | Thu Trang, Anh Tú                    |
| 2021 | Khúc Mưa                     | Lê Phương                            |
| 2024 | Trà                          | Việt Hương, Đoàn Trinh               |

## MV ca nhạc
- Câu lạc bộ làm quen - Như Quỳnh (Paris by Night 55 - 2000)

## Giải thưởng và đề cử
| Năm  | Lễ trao giải                         | Hạng mục                             | Đề cử                                    | Kết quả   | Chú thích |
| ---- | ------------------------------------ | ------------------------------------ | ---------------------------------------- | --------- | --------- |
| 2002 | Giải Mai Vàng                        | Nam diễn viên Điện ảnh - Truyền hình | Phát trong Người đàn bà yếu đuối         | Đoạt giải | [ 6 ]     |
| 2006 | Giải Mai Vàng                        | Nam diễn viên Điện ảnh - Truyền hình | Việt trong Hương phù sa                  | Đoạt giải | [ 7 ]     |
| 2013 | Liên hoan phim Việt Nam - lần thứ 18 | Nam diễn viên chính xuất sắc         | Nghĩa trong Những người viết huyền thoại | Đoạt giải | [ 8 ]     |
| 2014 | LHP Việt Nam tại Pháp                | Nam diễn viên chính xuất sắc         | Tâm hồn mẹ                               | Đoạt giải | [ 9 ]     |
| 2018 | Cánh Diều Vàng                       | Nam diễn viên chính xuất sắc         | Dương trong Tử thi lên tiếng             | Đoạt giải | [ 10 ]    |
| 2020 | Ấn tượng VTV                         | Nam diễn viên chính xuất sắc         | Minh trong Lửa Ấm                        | Đề cử     | [ 10 ]    |